# Leng Tch’e
A Leng Tch'e (ejtsd: "leng cse") belga grindcore zenekar.

## Története
2001-ben alakultak meg Gentben. Pályafutásuk kezdetén még "Anal Torture" néven tevékenykedtek, és az eredeti felállás a következő volt: Sven - dobok, Glen - gitár, Isaac - éneklés, Kevin - basszusgitár Nevüket a kínai birodalomban használt kínzási módszerről, a "lingcsi"ről kapták, amelyet angolul "lingchi"nek írnak. Ezt az írásmódot az együttes megváltoztatta, és így lett "Leng Tch'e" a zenekar neve. 2001-től 2004-ig a "The Spew Records" illetve "Willowtip Records" kiadók jelentették meg a lemezeiket, 2005-től 2009-ig a "Relapse Records" dobta piacra az albumokat, 2010 óta pedig a "Season of Mist" felelős az együttes lemezeiért. Első nagylemezüket 2002-ben adták ki, de az együttes legelső piacra dobott lemeze egy split EP volt a Black Ops zenekarral, amelyet szintén 2002-ben jelentettek meg. Korábbi dobosuk, Sven de Caluwé egyben a szintén belga Aborted frontembere is. Miután Caluwé kilépett a Leng Tch'e-ből, egyetlen eredeti tag sem maradt a zenekarban. A Leng Tch'e zenei stílusát razorcore névvel illeti, dalaikban a grindcore mellett a "sima" death metal, stoner rock és metalcore elemek is hallhatók.

## Tagok
- Nicolas Malfeyt - basszusgitár (2002-2007), gitár (2007-)
- Jan Hallaert - gitár (2005-)
- Serge Kasongo - éneklés (2008-)
- Olivier Coppens - dobok (2011-)

Volt tagok:
- Kevin - basszusgitár (2001-2002)
- Glen - gitár (2001-2003)
- Isaac - éneklés (2001-2005)
- Sven de Caluwé - dobok, éneklés (2001-2007)
- Steven van Cauwenbergh - basszusgitár (2003)
- Nir Doliner - gitár (2003)
- Frank Stijnen - gitár (2003-2004)
- Geert Devenster - gitár (2004-2007)
- Boris Cornelissen - éneklés (2005-2008)
- Peter Goemaere - gitár (2007)
- Tony van der Eynde - dobok (2007-2011)

## Diszkográfia
- Razorgrind (split EP a Black Ops-szal, 2002)
- Death by a Thousand Cuts (nagylemez, 2002)
- ManMadePredator (nagylemez, 2003)
- The Process of Elimination (nagylemez, 2005)
- Amusical Propaganda for Sociological Warfare (split EP a Warscars-szal, 2006)
- Marasmus (nagylemez, 2007)
- Split lemez a Fuck the Facts-szal (2008, pontos cím ismeretlen)
- Hypomanic (nagylemez, 2010)
- Razorgrind (nagylemez, 2017)